# Мемфіс Депай
Ме́мфіс Депа́й (нід. Memphis Depay, нар. 13 лютого 1994, Мордрехт, Нідерланди) — нідерландський футболіст, нападник «Корінтіанса» та збірної Нідерландів. Грав також за клуби ПСВ, «Манчестер Юнайтед», «Ліон» та «Барселону»

## Клубна кар'єра

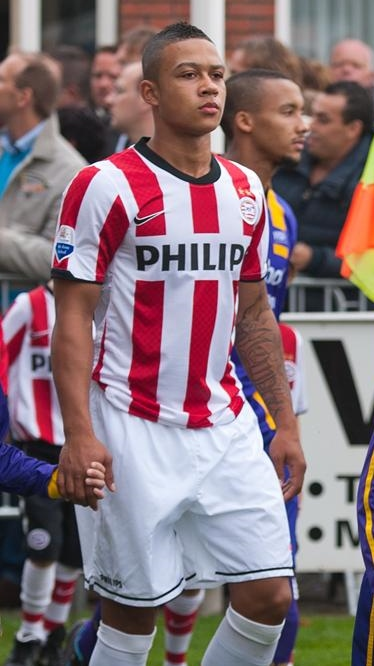
Мемфіс Депай у ПСВ

Народився 13 лютого 1994 року в Мордрехті. Вихованець юнацьких команд футбольних клубів «Мордрехт», «Спарта» та ПСВ.
У дорослому футболі дебютував 2011 року виступами за команду клубу ПСВ, кольори якої захищав до травня 2015 року.
7 травня 2015 було оголошено про перехід до складу «Манчестер Юнайтед».
20 січня 2017 року Мемфіс Депай перейшов до складу французької команди «Ліон», підписавши з клубом контракт на 4,5 роки.
З 2021 року — гравець іспанської «Барселони».
14 серпня 2023 року в матчі Ла-Ліги забив гол у ворота «Гранади», за який отримав першу нагороду найкращому голу місяця в іспанській Ла-Лізі (за серпень 2023 року).

## Виступи за збірні
У 2010 році дебютував у складі юнацької збірної Нідерландів, взяв участь у 19 іграх на юнацькому рівні, відзначившись 10 забитими голами.
| Дата       | Місто         | Господарі          | Результат               | Гості                | Турнір                                    | Голи | Примітки |
| ---------- | ------------- | ------------------ | ----------------------- | -------------------- | ----------------------------------------- | ---- | -------- |
| 15-10-2013 | Стамбул       | Туреччина          | 0 – 2                   | Нідерланди           | Відбір до ЧС 2014                         | -    | 89'      |
| 16-11-2013 | Генк          | Японія             | 2 – 2                   | Нідерланди           | товариський матч                          | -    | 69'      |
| 19-11-2013 | Амстердам     | Нідерланди         | 0 – 0                   | Колумбія             | товариський матч                          | -    | 90+2'    |
| 5-3-2014   | Сен-Дені      | Франція            | 2 – 0                   | Нідерланди           | товариський матч                          | -    | 73'      |
| 17-5-2014  | Амстердам     | Нідерланди         | 1 – 1                   | Еквадор              | товариський матч                          | -    |          |
| 31-5-2014  | Роттердам     | Нідерланди         | 1 – 0                   | Гана                 | товариський матч                          | -    | 74'      |
| 18-6-2014  | Порту-Алегрі  | Австралія          | 2 – 3                   | Нідерланди           | ЧС 2014 - груповий етап                   | 1    | 45'      |
| 23-6-2014  | Сан-Паулу     | Нідерланди         | 2 – 0                   | Чилі                 | ЧС 2014 - груповий етап                   | 1    | 69'      |
| 29-6-2014  | Форталеза     | Нідерланди         | 2 – 1                   | Мексика              | ЧС 2014 - 1/8 фіналу                      | -    | 56'      |
| 5-7-2014   | Салвадор      | Нідерланди         | 0 – 0 д.ч. (4 – 3 п.п.) | Коста-Рика           | ЧС 2014 - чвертьфінал                     | -    | 76'      |
| 9-9-2014   | Прага         | Чехія              | 2 – 1                   | Нідерланди           | Відбір до ЧЄ 2016                         | -    |          |
| 12-11-2014 | Амстердам     | Нідерланди         | 2 – 3                   | Мексика              | товариський матч                          | -    | 60'      |
| 16-11-2014 | Амстердам     | Нідерланди         | 6 – 0                   | Латвія               | Відбір до ЧЄ 2016                         | -    | 69'      |
| 28-3-2015  | Амстердам     | Нідерланди         | 1 – 1                   | Туреччина            | Відбір до ЧЄ 2016                         | -    |          |
| 31-3-2015  | Амстердам     | Нідерланди         | 2 – 0                   | Іспанія              | товариський матч                          | -    | 84'      |
| 5-6-2015   | Амстердам     | Нідерланди         | 3 – 4                   | США                  | товариський матч                          | 1    |          |
| 12-6-2015  | Рига          | Латвія             | 0 – 2                   | Нідерланди           | Відбір до ЧЄ 2016                         | -    | 86'      |
| 3-9-2015   | Амстердам     | Нідерланди         | 0 – 1                   | Ісландія             | Відбір до ЧЄ 2016                         | -    |          |
| 6-9-2015   | Конья         | Туреччина          | 3 – 0                   | Нідерланди           | Відбір до ЧЄ 2016                         | -    |          |
| 10-10-2015 | Астана        | Казахстан          | 1 – 2                   | Нідерланди           | Відбір до ЧЄ 2016                         | -    |          |
| 13-10-2015 | Амстердам     | Нідерланди         | 2 – 3                   | Чехія                | Відбір до ЧЄ 2016                         | -    |          |
| 25-3-2016  | Амстердам     | Нідерланди         | 2 – 3                   | Франція              | товариський матч                          | -    | 46'      |
| 29-3-2016  | Лондон        | Англія             | 1 – 2                   | Нідерланди           | товариський матч                          | -    |          |
| 27-5-2016  | Дублін        | Ірландія           | 1 – 1                   | Нідерланди           | товариський матч                          | -    | 61'      |
| 10-10-2016 | Амстердам     | Нідерланди         | 0 – 1                   | Франція              | Відбір до ЧС 2018                         | -    | 16'      |
| 9-11-2016  | Амстердам     | Нідерланди         | 1 – 1                   | Бельгія              | товариський матч                          | -    | 67'      |
| 13-11-2016 | Люксембург    | Люксембург         | 1 – 3                   | Нідерланди           | Відбір до ЧС 2018                         | 2    |          |
| 28-3-2017  | Амстердам     | Нідерланди         | 1 – 2                   | Італія               | товариський матч                          | -    |          |
| 31-5-2017  | Агадір        | Марокко            | 1 – 2                   | Нідерланди           | товариський матч                          | -    | 74'      |
| 4-6-2017   | Роттердам     | Нідерланди         | 5 – 0                   | Кот-д'Івуар          | товариський матч                          | -    | 77'      |
| 9-6-2017   | Амстердам     | Нідерланди         | 5 – 0                   | Люксембург           | Відбір до ЧС 2018                         | -    | 66'      |
| 7-10-2017  | Борисов       | Білорусь           | 1 – 3                   | Нідерланди           | Відбір до ЧС 2018                         | 1    | 68'      |
| 9-11-2017  | Абердин       | Шотландія          | 0 – 1                   | Нідерланди           | товариський матч                          | 1    |          |
| 14-11-2017 | Бухарест      | Румунія            | 0 – 3                   | Нідерланди           | товариський матч                          | 1    | 62'      |
| 23-3-2018  | Амстердам     | Нідерланди         | 0 – 1                   | Англія               | товариський матч                          | -    |          |
| 26-3-2018  | Женева        | Португалія         | 0 – 3                   | Нідерланди           | товариський матч                          | 1    | 78'      |
| 31-5-2018  | Трнава        | Словаччина         | 1 – 1                   | Нідерланди           | товариський матч                          | -    | 80'      |
| 4-6-2018   | Турин         | Італія             | 1 – 1                   | Нідерланди           | товариський матч                          | -    |          |
| 6-9-2018   | Амстердам     | Нідерланди         | 2 – 1                   | Перу                 | товариський матч                          | 2    |          |
| 9-9-2018   | Париж         | Франція            | 2 – 1                   | Нідерланди           | Ліга націй УЄФА 2018—2019 - груповий етап | -    |          |
| 13-10-2018 | Амстердам     | Нідерланди         | 3 – 0                   | Німеччина            | Ліга націй УЄФА 2018—2019 - груповий етап | 1    |          |
| 16-10-2018 | Брюссель      | Бельгія            | 1 – 1                   | Нідерланди           | товариський матч                          | -    |          |
| 16-11-2018 | Роттердам     | Нідерланди         | 2 – 0                   | Франція              | Ліга націй УЄФА 2018—2019 - груповий етап | 1    |          |
| 19-11-2018 | Гельзенкірхен | Німеччина          | 2 – 2                   | Нідерланди           | Ліга націй УЄФА 2018—2019 - груповий етап | -    |          |
| 21-3-2019  | Роттердам     | Нідерланди         | 4 – 0                   | Білорусь             | Відбір до ЧЄ 2020                         | 2    |          |
| 24-3-2019  | Амстердам     | Нідерланди         | 2 – 3                   | Німеччина            | Відбір до ЧЄ 2020                         | 1    |          |
| 6-6-2019   | Гімарайнш     | Нідерланди         | 3 – 1 д.ч.              | Англія               | Ліга націй УЄФА 2018—2019 - півфінал      | -    |          |
| 9-6-2019   | Порту         | Португалія         | 1 – 0                   | Нідерланди           | Ліга націй УЄФА 2018—2019 - фінал         | -    |          |
| 6-9-2019   | Гамбург       | Німеччина          | 2 – 4                   | Нідерланди           | Відбір до ЧЄ 2020                         | -    | 35'      |
| 9-9-2019   | Таллінн       | Естонія            | 0 – 4                   | Нідерланди           | Відбір до ЧЄ 2020                         | 1    |          |
| 10-10-2019 | Роттердам     | Нідерланди         | 3 – 1                   | Північна Ірландія    | Відбір до ЧЄ 2020                         | 2    | 90+4'    |
| 19-11-2019 | Амстердам     | Нідерланди         | 5 – 0                   | Естонія              | Відбір до ЧЄ 2020                         | -    | 46'      |
| 4-9-2020   | Амстердам     | Нідерланди         | 1 – 0                   | Польща               | Ліга націй УЄФА 2020—2021 - груповий етап | -    | 74'      |
| 7-9-2020   | Амстердам     | Нідерланди         | 0 – 1                   | Італія               | Ліга націй УЄФА 2020—2021 - груповий етап | -    | 90+5'    |
| 7-10-2020  | Амстердам     | Нідерланди         | 0 – 1                   | Мексика              | товариський матч                          | -    |          |
| 14-10-2020 | Бергамо       | Італія             | 1 – 1                   | Нідерланди           | Ліга націй УЄФА 2020—2021 - груповий етап | -    | 90+2'    |
| 11-11-2020 | Амстердам     | Нідерланди         | 1 – 1                   | Іспанія              | товариський матч                          | -    | 79'      |
| 15-11-2020 | Амстердам     | Нідерланди         | 3 – 1                   | Боснія і Герцеговина | Ліга націй УЄФА 2020—2021 - груповий етап | 1    | 78'      |
| 18-11-2020 | Хожув         | Польща             | 1 – 2                   | Нідерланди           | Ліга націй УЄФА 2020—2021 - груповий етап | 1    |          |
| 24-3-2021  | Стамбул       | Туреччина          | 4 – 2                   | Нідерланди           | Відбір до ЧС 2022                         | -    |          |
| 27-3-2021  | Амстердам     | Нідерланди         | 2 – 0                   | Латвія               | Відбір до ЧС 2022                         | -    | 90'      |
| 30-3-2021  | Гібралтар     | Гібралтар          | 0 – 7                   | Нідерланди           | Відбір до ЧС 2022                         | 2    |          |
| 2-6-2021   | Фару          | Нідерланди         | 2 – 2                   | Шотландія            | товариський матч                          | 2    |          |
| 6-6-2021   | Енсхеде       | Нідерланди         | 3 – 0                   | Грузія               | товариський матч                          | 1    |          |
| 13-6-2021  | Амстердам     | Нідерланди         | 3 – 2                   | Україна              | ЧЄ 2020 - груповий етап                   | -    | 90+1'    |
| 17-6-2021  | Амстердам     | Нідерланди         | 2 – 0                   | Австрія              | ЧЄ 2020 - груповий етап                   | 1    | 82'      |
| 21-6-2021  | Амстердам     | Північна Македонія | 0 – 3                   | Нідерланди           | ЧЄ 2020 - груповий етап                   | 1    | 66'      |
| 27-6-2021  | Будапешт      | Нідерланди         | 0 – 2                   | Чехія                | ЧЄ 2020 - 1/8 фіналу                      | -    |          |
| 1-9-2021   | Осло          | Норвегія           | 1 – 1                   | Нідерланди           | Відбір до ЧС 2022                         | -    |          |
| 4-9-2021   | Ейндговен     | Нідерланди         | 4 – 0                   | Чорногорія           | Відбір до ЧС 2022                         | 2    |          |
| 7-9-2021   | Амстердам     | Нідерланди         | 6 – 1                   | Туреччина            | Відбір до ЧС 2022                         | 3    |          |
| 8-10-2021  | Рига          | Латвія             | 0 – 1                   | Нідерланди           | Відбір до ЧС 2022                         | -    |          |
| 11-10-2021 | Роттердам     | Нідерланди         | 6 – 0                   | Гібралтар            | Відбір до ЧС 2022                         | 2    |          |
| 13-11-2021 | Подгориця     | Чорногорія         | 2 – 2                   | Нідерланди           | Відбір до ЧС 2022                         | 2    |          |
| 16-11-2021 | Роттердам     | Нідерланди         | 2 – 0                   | Норвегія             | Відбір до ЧС 2022                         | 1    |          |
| 26-3-2022  | Амстердам     | Нідерланди         | 4 – 2                   | Данія                | товариський матч                          | 1    | 77'      |
| 29-3-2022  | Амстердам     | Нідерланди         | 1 – 1                   | Німеччина            | товариський матч                          | -    | 29'      |
| 3-6-2022   | Брюссель      | Бельгія            | 1 – 4                   | Нідерланди           | Ліга націй УЄФА 2022—2023 - груповий етап | 2    |          |
| 11-6-2022  | Роттердам     | Нідерланди         | 2 – 2                   | Польща               | Ліга націй УЄФА 2022—2023 - груповий етап | -    | кап.     |
| 14-6-2022  | Роттердам     | Нідерланди         | 3 – 2                   | Уельс                | Ліга націй УЄФА 2022—2023 - груповий етап | 1    | 73'      |
| 22-9-2022  | Варшава       | Польща             | 0 – 2                   | Нідерланди           | Ліга націй УЄФА 2022—2023 - груповий етап | -    | 52'      |
| Усього     |               | Матчів             | 81                      |                      | Голів (3 місце)                           | 42   |          |

## Титули і досягнення

### Клубні
ПСВ
- Переможець Ередивізі (1): 2014–15
- Володар Кубка Нідерландів (1): 2011–12
- Володар Суперкубка Нідерландів (1): 2012

 «Манчестер Юнайтед»
- Володар Кубка Англії (1): 2015–16
- Володар Суперкубка Англії (1): 2016

 «Барселона»
- Володар Суперкубка Іспанії (1): 2022

### За збірну
Нідерланди
- Чемпіон юнацького чемпіонау Європи з футболу (U-17): 2011
- Бронзовий призер чемпіонату світу: 2014

### Індивідуальні
- Найкращий бомбардир Ередивізі: 2014–15
- Найкращий молодий гравець Ередивізі: 2014–15
- Автор найкращого голу місяця іспанської Ла-Ліги: серпень 2023[5]